# Pudagla
Pudagla er en by og kommune i det nordøstlige Tyskland, beliggende i Amt Usedom-Süd i den nordøstlige del af Landkreis Vorpommern-Greifswald. Landkreis Vorpommern-Greifswald ligger i delstaten Mecklenburg-Vorpommern. Pudagla er beliggende på øen Usedom ved Østersøen.

## Geografi
Kommunens lokalitet: omkring 1½ kilometer øst for Achterwasser i Naturpark Insel Usedom ved den mod østliggende Schmollensee og omkring fem kilometer syd for østersøkysten mod nord. Bundesstraße B 111 passerer gennem byen. Cirka 15 kilometer mod sydvest ligger byen Usedom og omkring seks kilometer mod øst finder man rækken af Kaiserbäder Bansin, Heringsdorf og Ahlbeck. I byen ligger desuden Schloss Pudagla (de).

## Eksterne kilder og henvisninger
- Wikimedia Commons har flere filer relateret til Pudagla

- Kommunens side  på amtets websted
- Befolkningsstatistik mm Arkiveret 19. oktober 2017 hos  Wayback Machine